# Михајло Спорић
Михајло Спорић (Београд, 11. новембар 1997 – Кембриџ, 7. новембар 2019) био је српски физичар и математичар. Спорић је био учесник и победник бројних домаћих и међународних такмичења и носилац златних медаља на Међународној олимпијади из физике 2016. године, Међународној Жаутиковској олимпијади 2016. и Румунском мастеру из физике 2016. године, као и бронзане медаље на Међународној олимпијади из астрономије и астрофизике, коју је освојио у Индији 2016. године.

## Биографија
Михајло Спорић рођен је 11. новембра 1997. године у Београду, од мајке Стефани Паско Спорић и оца Зорана Спорића.
Основно образовање стекао је у Основној школи „Стеван Дукић“ у Београду - основну школу завршио је 2012. године, као вуковац (добитник Дипломе „Вук Караџић“ за изузетан општи успех у учењу и примереном владању) и ђак генерације.
Током школовања такмичио се из биологије, хемије, географије, српског и енглеског језика, као и из математике и физике, за које је показао највеће интересовање.
На основу успеха на државним такмичењима из математике и физике у осмом разреду, као и на Српској математичкој и Српској физичкој олимпијади за основце, уписао је менторско одељење Математичке гимназије у Београду, у којем је наставио да негује љубав према природним наукама и математици и осваја бројна признања на домаћим и међународним такмичењима.
Учествовао је на семинарима у Истраживачкој станици Петница, где је 2017. године био и предавач на семинару из физике, као млађи сарадник.
Два факултета на Универзитету у Београду уписао је истовремено, 2016. године: Физички факултет (на студијском програму Теоријске и експерименталне физике) и Електротехнички факултет (смер Електротехника и рачунарство) и на оба факултета је у својим индексима ређао двоцифрене оцене.
Природне науке (Natural Sciences) почео је да студира на Tриниту колеџу у Кембриџу (Trinity College, Cambridge Архивирано на веб-сајту  (6. март 2012)) у Великој Британији, 2017. године, где се истицао као изузетан студент, предан науци и истраживачком раду.
Ужа интересовања су му обухватала нуклеарну и физику елементарних честица, због чега је учествовао на конференцијама из ових области у организацији Европске организације за нуклеарно истраживање – ЦЕРН.
Посебно га је интересовао експериментални рад баш у пољу физике високих енергија.
Био је учесник и међународне интердисциплинарне конференције посвећене путовању и интеркултуралној комуникацији, одржаној у Халдену, у Норвешкој.
Михајло Спорић био је добитник и Светосавске награде коју додељује Министарство просвете, науке и технолошког развоја појединцима и институцијама који су се својим залагањем и оствареним резултатима истакли у области образовања и васпитања.
Победник је конкурса Youth Hero у области образовања и науке за средњошколце и студенте основних студија за 2016. годину. Својим позитивним духом, радозналошћу и успехом био је узор вршњацима, али и генерацијама које стасавају, и зато је проглашен Младим херојем Србије.
У слободно време волео је филмове и друштвене игре, уживао је у трчању (истрчао је полумаратон 2015. и 2016. године у оквиру Београдског маратона), свирао је клавир (паралелно са основном, похађао је Музичку школу „Јован Бандур" у Панчеву, у којој је основно музичко образовање стекао за непуне три године), писао је поезију (био је најмлађи учесник фото-поетског конкурса Belgrade Poetography 2015, на којем је и награђен, а његова песма Desolation нашла се у финалном одабиру радова)...
Поред тога, активно се бавио волонтерским радом. Издвајају се његова волонтирања на међународном такмичењу Куп Математичке гимназије 2014. и 2015. године, волонтирање за Центар за промоцију науке у оквиру манифестације Мај месец математике, током маја 2015. године. Своја знања није делио само са вршњацима, него и са млађим генерацијама, учешћем на математичким радионицама за основце.
Преминуо је у Kембриџу, у Великој Британији, 7. новембра 2019. године. Сахрањен је у Алеји заслужних грађана на београдском Новом гробљу.

## Основна школаМихајло Спорић
Почев од школске 2021/2022. године, основна школа у Мајданпеку носи назив Основна школа „Михајло Спорић“.

## Клупа у Кембриџу
У децембру 2023. године у Кембриџу, у главном делу Тринити Колеџа, постављена је клупа у знак сећања на Михајла Спорића. На клупи се налази плочица са текстом In loving memory of Mihajlo Sporić - A brilliant physics student from Serbia whose curiosity and dedication knew no bounds.

## НаградеМихајло Спорић

### Награда за најуспешнијег ученика Математичке гимназије
Фондација Алмаги је 2021. године установила награду Михајло Спорић за најуспешнијег ученика Математичке гимназије у Београду у текућој години.

#### Добитници
| Година | Добитник           | |
| ------ | ------------------ | --- |
| 2021.  | Добрица Јовановић  | По завршетку Математичке гимназије наставио је школовање на МИТ-у.                                                          |
| 2022.  | Матеја Вукелић     | Освајач сребрне медаље на Међународној олимпијади из информатике.                                                           |
| 2023.  | Вук Хип            | Освајач бронзане медаље на Међународној олимпијади из физике и златне медаље на Европској олимпијади из физике.             |
| 2024.  | Андреј Дробњаковић | Освајач сребрне медаље на Међународној јуниорској научној олимпијади и сребрне медаље на Међународној олимпијади из физике. |

### Награда за најуспешнијег такмичара националног такмичења из физике за ученике средњих школа
Министарство просвете, Друштво физичара и Математичка гимназија су 2024. године установили награду за најуспешнијег такмичара националног такмичења из физике за ученике средњих школа која носи назив Михајло Спорић.
| Година | Добитник           | |  |
| ------ | ------------------ | --- |  |
| 2024.  | Тадија Јелесијевић | Освајач сребрне медаље на Европској олимпијади из физике и бронзане медаље на Међународној олимпијади из физике. |  |

## Освојене награде и медаље
Током школовања Михајло Спорић учествовао је на бројним домаћим и међународним такмичењима из математике, физике, програмирања, астрономије и астрофизике.
Три златне медаље донео је 2016. године са Међународне олимпијаде из физике, Међународне Жаутиковске олимпијаде и Румунског мастера из физике. Исте године освојио је и бронзану медаљу на Међународној олимпијади из астрономије и астрофизике. 
| The Jeremy Pemberton Prize за најистакнутијег студента друге године, Trinity College Cambridge | 2019 |
| Тhe 2019 Part IB B Prize, Department of Physics, University of Cambridge, Cavendish Laboratory | 2019 |
| The IB Natural Sciences Prize, University of Cambridge, Faculty of Mathematics                 | 2019 |
| Златна медаља – Међународна олимпијада из физике, Швајцарска и Лихтенштајн                     | 2016 |
| Златна медаља – Међународна Жаутиковска олимпијада, Казахстан                                  | 2016 |
| Златна медаља – Румунски мастер из физике, Румунија                                            | 2016 |
| Бронзана медаља – Међународна олимпијада из астрономије и астрофизике, Индија                  | 2016 |
| Прва награда – Српска физичка олимпијада                                                       | 2016 |
| Прва награда – Државно такмичење из физике                                                     | 2016 |
| Прва награда – Државно такмичење из астрономије                                                | 2016 |
| Прва награда – Окружно такмичење из физике                                                     | 2016 |
| Прва награда – Општинско такмичење из физике                                                   | 2016 |
| Трећа награда – Окружно такмичење из астрономије                                               | 2016 |
| Прва награда – Међународни математички турнир градова, Србија                                  | 2015 |
| Учествовање на Српској математичкој олимпијади                                                 | 2015 |
| Прва награда – Окружно такмичење из физике                                                     | 2015 |
| Прва награда – Окружно такмичење из астрономије                                                | 2015 |
| Прва награда – Општинско такмичење из физике                                                   | 2015 |
| Друга награда – Српска физичка олимпијада                                                      | 2015 |
| Друга награда – Државно такмичење из физике                                                    | 2015 |
| Друга награда – Државно такмичење из астрономије                                               | 2015 |
| Трећа награда – Државно такмичење из математике                                                | 2015 |
| Прва награда – Међународни математички турнир градова, Србија                                  | 2014 |
| Учествовање на Српској математичкој олимпијади                                                 | 2014 |
| Учествовање на Српској информатичкој олимпијади                                                | 2014 |
| Прва награда – Окружно такмичење из физике                                                     | 2014 |
| Прва награда – Општинско такмичење из физике                                                   | 2014 |
| Друга награда – Државно такмичење из физике                                                    | 2014 |
| Трећа награда – Државно такмичење из математике                                                | 2014 |
| Трећа награда – Државно такмичење из програмирања                                              | 2014 |
| Трећа награда – Окружно такмичење из програмирања                                              | 2014 |
| Прва награда – Државно такмичење из физике                                                     | 2013 |
| Прва награда – Општинско такмичење из физике                                                   | 2013 |
| Друга награда – Окружно такмичење из физике                                                    | 2013 |
| Трећа награда – Државно такмичење из математике                                                | 2013 |
| Друга награда – Српска физичка олимпијада за основне школе                                     | 2012 |